# Walter Rheinhold
Walter Rheinhold (* 20. Mai 1897 in Hannover; † 27. November 1973 ebenda) war ein deutscher Politiker (FDP), Mitglied des Ernannten Niedersächsischen Landtages und Mitglied des Ernannten Hannoverschen Landtages.

## Leben
Walter Rheinhold erwarb das Abitur im Jahr 1915 am Städtischen Realgymnasium. Er leistete Militärdienst und begann Anfang 1919 ein landwirtschaftliches Studium in Bonn und Halle und ein volkswirtschaftliches Studium in Halle und Hamburg, das er im Jahr 1923 in Hamburg als Doktor der Rechts- und Staatswissenschaften durch seine Dissertation mit dem Titel „Die deutsche Wärme- und Kälteschutzindustrie unt. bes. Berücks. ihrer Unternehmerorganisationen“ abschloss. Er wurde Mitinhaber in der Firma S. Rheinhold und F. Ludolff seines Vaters, ein Kieselgurwerk in Wiechel bei Unterlüß und leitete selbstständig einen landwirtschaftlichen Betrieb in Lutterloh bei Unterlüß.
In der Zeit des Nationalsozialismus geriet der als Jude verfolgte Rheinhold wirtschaftlich und persönlich in Schwierigkeiten, die zur Auflösung seiner Firma führte. In der Folge war er ab dem Jahr 1940 als Arbeiter in einem Unternehmen in Hannover angestellt. Nach Kriegsende wurde er wieder Alleininhaber seiner Firma. Er war in verschiedenen Ehrenämtern und industriellen Gremien tätig. Ab dem Jahr 1946 übernahm er in Hannover den Vorsitz des Kreisverbandes der FDP.
Vom 23. August 1946 bis 29. Oktober 1946 war er Mitglied des ernannten Hannoverschen Landtages und wirkte dort auch als Beisitzer. Vom 9. Dezember 1946 bis 28. März 1947 war eben darüber hinaus Mitglied des ernannten Niedersächsischen Landtages und dessen Beisitzer.
Er war verheiratet und hatte drei Kinder.